# Río Aravalle
Río Aravalle är ett vattendrag i Spanien. Det ligger i provinsen Provincia de Ávila och regionen Kastilien och Leon, i den centrala delen av landet, 160 km väster om huvudstaden Madrid.